# Bynum (Teksas)
Bynum – miasto w Stanach Zjednoczonych, w stanie Teksas, w hrabstwie Crittenden.